# Batalha de Myeongnyang
A Batalha de Myeongnyang, travada em 26 de outubro de 1597 (no calendário gregoriano), foi uma importante batalha naval travada entre a marinha do Reino de Joseon (atual Coreia), liderada pelo almirante Yi Sun-sin, e a frota japonesa no estreito de Myeongnyang, na costa da Península Coreana do Mar Amarelo, próximo à Ilha Jindo. Terminou como uma importante vitória para os coreanos.

## A batalha
Em 1592, o Japão de Toyotomi Hideyoshi, aproveitando-se das intrigas internas na Dinastia Joseon, havia declarado guerra contra os coreanos, com o intuito inicial de tomar o Mar Amarelo e lançar a sua invasão da Península da Coreia e da China. Isso levaria a uma sangrenta guerra, que ceifaria milhares de vidas em ambos os lados. Para lidar com a frota japonesa que se aproximava da costa coreana, o almirante Yi Sun-sin foi apontado como Comandante Supremo da marinha de Joseon.
Com apenas 12 navios de guerra disponíveis, após a derrota de Won Gyun na Batalha de Chilcheollyang (agosto de 1597), o almirante Yi decidiu levar o que sobrou da sua armada para o estreito de Myeongnyang para montar uma "última defesa" contra o avanço da marinha japonesa, que navegava para apoiar o seu exército em terra pelo território coreano, tentando avançar contra Hanyang, a capital da Dinastia Joseon.
O real tamanho da frota japonesa que lutou contra o almirante Yi não é certo; o tamanho da armada japonesa, segundo algumas fontes, varia de 120 a 330 navios, sendo que muitas dessas embarcações (talvez a maioria) não eram militares, utilizadas para transporte de tropas e suprimentos. Independentemente do real número, todas as fontes indicam que a marinha do Japão superava em números, e muito, a frota coreana, numa vantagem de, pelo menos, dez para um.
Ciente da sua inferioridade numérica, o almirante Yi Sun-sin preparou uma emboscada, atraindo os navios japoneses para a costa rochosa e estreita, cheia de correntezas repentinas, do estreito de Myeongnyang. Conforme Yi havia previsto, os navios japoneses ficaram desorientados e acabaram colidindo com as rochas e sendo arrastados para as encostas. Encalhados e sem chance de reagir, os japoneses eram presas fáceis para as embarcações coreanas, que abordavam os navios inimigos e chacinavam as suas assustadas tripulações. No total, mais de 30 navios japoneses foram perdidos na batalha, ao custo de nenhuma embarcação coreana afundada. Tōdō Takatora, o comandante da frota japonesa, foi ferido, e a cadeia de comando ficou prejudicada, pois vários dos seus oficiais subalternos acabaram sendo mortos ou feridos. Sem alternativa, os japoneses debandaram da forma como podiam.
Dado a desvantagem numérica demasiada, esta batalha naval é resguardada como um dos maiores sucessos históricos do almirante Yi e uma derrota humilhante para os japoneses. Mesmo assim, a marinha de Joseon ainda se via em menor número, o que forçou Yi a recuar para poder reabastecer as suas forças e abrir caminho para defesas mais móveis. Com o recuo dos coreanos, o Japão voltou a fazer incursões na costa coreana, perto da região de Honam.